# Onorificenze napoleoniche
Elenco delle onorificenze e degli ordini di merito e cavallereschi distribuiti dagli stati napoleonici.

## Primo Impero francese
Il Gran Maestro dell'ordine era l'Imperatore dei francesi.

| Nastro | Onorificenza                          |
| ------ | ------------------------------------- |
|        | Legion d'Onore                        |
|        | Ordine Imperiale dei Tre Tosoni d'Oro |
|        | Ordine della Riunione                 |

## Regno d'Italia
Il Gran Maestro dell'ordine era il Re d'Italia.

| Nastro | Onorificenza               |
| ------ | -------------------------- |
|        | Ordine della Corona Ferrea |

## Regno delle Due Sicilie
Il Gran Maestro dell'ordine era il Re delle Due Sicilie.

| Nastro | Onorificenza                           |
| ------ | -------------------------------------- |
|        | Ordine reale delle Due Sicilie         |
|        | Médaille commémorative du 26 mars 1809 |
|        | Médaille militaire du Mérite           |
|        | Médaille d'honneur de Naples           |

## Regno d'Olanda
Il Gran Maestro dell'ordine era il Re d'Olanda.

| Nastro | Onorificenza                   |
| ------ | ------------------------------ |
|        | Ordine dell'Unione             |
|        | Médaille du Dogger-Bank        |
|        | Médaille pour acte de bravoure |

## Regno di Vestfalia
Il Gran Maestro dell'ordine era il Re di Vestfalia.

| Nastro | Onorificenza                     |
| ------ | -------------------------------- |
|        | Ordine della Corona di Vestfalia |
|        | Médaille d'honneur militaire     |

## Regno di Spagna
Il Gran Maestro dell'ordine era il Re di Spagna.

| Nastro | Onorificenza           |
| ------ | ---------------------- |
|        | Ordine Reale di Spagna |
|        | Ordine del Toson d'oro |